# Ереельвен
Ереельвен, також Ереельв (швед. Öreälven, також Öre älv або Öreälv) — лісова річка на півночі Швеції, у лені Вестерботтен. Довжина річки за різними даними становить 225—240 км, площа басейну  — 3000,1 — 3028,9 км². Середня річна витрата води — 34 м³/с, мінімальна витрата води на день — 1,7 м³/с. На річці побудовано 3 ГЕС малої потужності.
До 1970-х років річкою здійснювався сплав лісу.

## Назва
Назва річки у варіанті Öråå (Ероо) відома з 1542 року. Назва річки походить від слова «ör» — «гравій», «жорства» (розміром 7 — 20 мм) і використовується у багатьох шведських топонімах. Слово також може мати значення «пересип».

## Географія
Річка Ереельвен бере початок у східній частині Скандинавських гір, у Лапландії, на сході комуни Вільгельміна лену Вестерботтен. У витоках річки лежать озера Альстрекет (швед. Alsträsket), що розташоване на висоті 556 м над рівнем моря, та Стур-Арашен (швед. Stor-Arasjön), що розташоване на висоті 542 м над рівнем моря. Впадає у Ботнічну затоку Балтійського моря, на 40 км південно-західніше від міста Умео.
Річище звивисте на багатьох ділянках по всій довжині річки. Річка утворює кілька водоспадів та порогів, на певних ділянках протікає рифтовими долинами. Гирло річки являє собою відносно широку дельту з пісковими островами. Більшу частину площі річкового басейну — 80 % — займають ліси, болота займають 13,5 % площі басейну, озера — 2,3 %.
У річку на відстань до 70 км на нерест заходять лосось і пструг. ГЕС у Агнесі і Лонгнес мають рибопропускні споруди.

## ГЕС
На річці Ереельвен зведено 3 ГЕС з загальною встановленою потужністю 5,4 МВт й з загальним середнім річним виробництвом близько 29,3 млн кВт·год На притоках Ереельвен будівництво ГЕС заборонено відповідно до Шведського кодексу про навколишнє середовище.
| № | Назва      | Назва швед- ською | Роз- ташуван- ня        | Рік введен- ня в дію | Встанов- лена потуж- ність, МВт | Середнє річне вироб- ництво, млн кВт·год |
| - | ---------- | ----------------- | ----------------------- | -------------------- | ------------------------------- | ---------------------------------------- |
| 1 | Браттен    | Bratten           | Браттен, комуна Ликселе | 1946                 | 0,230                           | 1,5                                      |
| 2 | Стурфорсен | Storforsen        | Лонгнес, комуна Ликселе | 2007                 | 4,4                             | 23                                       |
| 3 | Агнес      | Agnäs             | Агнес, комуна Б'юргольм | 1949                 | 0,750                           | 4,8                                      |